# Amalia d'Este
Amalia Giuseppina d'Este (Modena, 28 luglio 1699 – Modena, 5 luglio 1778) fu una nobile e principessa di Modena e Reggio di nascita, e Marquis d'Villeneuf per matrimonio, figlia del duca Rinaldo d'Este e della principessa Carlotta Felicita di Brunswick e Lüneburg.

## Biografia
Amalia Giuseppina era figlia del duca di Modena e Reggio Rinaldo d'Este e della principessa Carlotta Felicita di Brunswick e Lüneburg, figlia del duca di Brunswick-Lüneburg. 
A causa dei tanti legami di sangue tra le due famiglie, per celebrare il matrimonio occorsero le dispense papali.
Amalia sposò segretamente un avventuriero, il "marchese" de Villeneuf (? – 12 settembre 1739), che morì in battaglia a Futach nel 1739 nella guerra russo-turca, dal quale non ebbe figli.
Morì il 5 luglio 1778, poco prima del suo settantanovesimo compleanno.

## Ascendenza
|                                         |                               |                                            | Genitori                              |  |  | Nonni |  |  | Bisnonni           |  |  | Trisnonni     |  |
|                                         |                               |                                            |                                       |  |  |       |  |  | Alfonso III d'Este |  |  | Cesare d'Este |  |
|                                         |                               |                                            |                                       |  |  |       |  |  | Alfonso III d'Este |  |  | Cesare d'Este |  |
|                                         |                               | Virginia de' Medici                        |                                       |  |  |       |  |  | Alfonso III d'Este |  |  |               |  |
| Francesco I d'Este                      |                               |                                            |                                       |  |  |       |  |  | Alfonso III d'Este |  |  |               |  |
|                                         |                               | Isabella di Savoia                         | Carlo Emanuele I di Savoia            |  |  |       |  |  |                    |  |  |               |  |
|                                         |                               | Isabella di Savoia                         | Carlo Emanuele I di Savoia            |  |  |       |  |  |                    |  |  |               |  |
|                                         |                               | Isabella di Savoia                         | Caterina Michela d'Asburgo            |  |  |       |  |  |                    |  |  |               |  |
| Rinaldo d'Este                          |                               | Isabella di Savoia                         |                                       |  |  |       |  |  |                    |  |  |               |  |
|                                         |                               | Taddeo Barberini, principe di Palestrina   | Carlo Barberini, duca di Monterotondo |  |  |       |  |  |                    |  |  |               |  |
|                                         |                               | Taddeo Barberini, principe di Palestrina   | Carlo Barberini, duca di Monterotondo |  |  |       |  |  |                    |  |  |               |  |
|                                         |                               | Taddeo Barberini, principe di Palestrina   | Costanza Magalotti                    |  |  |       |  |  |                    |  |  |               |  |
| Lucrezia Barberini                      |                               | Taddeo Barberini, principe di Palestrina   |                                       |  |  |       |  |  |                    |  |  |               |  |
|                                         |                               | Anna Colonna, principessa di Paliano       | Filippo I Colonna                     |  |  |       |  |  |                    |  |  |               |  |
|                                         |                               | Anna Colonna, principessa di Paliano       | Filippo I Colonna                     |  |  |       |  |  |                    |  |  |               |  |
|                                         |                               | Anna Colonna, principessa di Paliano       | Lucrezia Tomacelli                    |  |  |       |  |  |                    |  |  |               |  |
| Amalia d'Este                           |                               | Anna Colonna, principessa di Paliano       |                                       |  |  |       |  |  |                    |  |  |               |  |
|                                         | Giorgio di Brunswick-Lüneburg | Guglielmo il Giovane di Brunswick-Lüneburg |                                       |  |  |       |  |  |                    |  |  |               |  |
|                                         | Giorgio di Brunswick-Lüneburg | Guglielmo il Giovane di Brunswick-Lüneburg |                                       |  |  |       |  |  |                    |  |  |               |  |
|                                         | Giorgio di Brunswick-Lüneburg | Dorotea di Danimarca                       |                                       |  |  |       |  |  |                    |  |  |               |  |
| Giovanni Federico di Brunswick-Lüneburg | Giorgio di Brunswick-Lüneburg |                                            |                                       |  |  |       |  |  |                    |  |  |               |  |
|                                         |                               | Anna Eleonora d'Assia-Darmstadt            | Luigi V d'Assia-Darmstadt             |  |  |       |  |  |                    |  |  |               |  |
|                                         |                               | Anna Eleonora d'Assia-Darmstadt            | Luigi V d'Assia-Darmstadt             |  |  |       |  |  |                    |  |  |               |  |
|                                         |                               | Anna Eleonora d'Assia-Darmstadt            | Maddalena di Brandeburgo              |  |  |       |  |  |                    |  |  |               |  |
| Carlotta Felicita di Brunswick-Lüneburg |                               | Anna Eleonora d'Assia-Darmstadt            |                                       |  |  |       |  |  |                    |  |  |               |  |
|                                         |                               | Edoardo del Palatinato-Simmern             | Federico V del Palatinato             |  |  |       |  |  |                    |  |  |               |  |
|                                         |                               | Edoardo del Palatinato-Simmern             | Federico V del Palatinato             |  |  |       |  |  |                    |  |  |               |  |
|                                         |                               | Edoardo del Palatinato-Simmern             | Elisabetta Stuart                     |  |  |       |  |  |                    |  |  |               |  |
| Benedetta Enrichetta del Palatinato     |                               | Edoardo del Palatinato-Simmern             |                                       |  |  |       |  |  |                    |  |  |               |  |
|                                         |                               | Anna Maria di Gonzaga-Nevers               | Carlo I di Gonzaga-Nevers             |  |  |       |  |  |                    |  |  |               |  |
|                                         |                               | Anna Maria di Gonzaga-Nevers               | Carlo I di Gonzaga-Nevers             |  |  |       |  |  |                    |  |  |               |  |
|                                         |                               | Anna Maria di Gonzaga-Nevers               | Caterina di Lorena                    |  |  |       |  |  |                    |  |  |               |  |
|                                         |                               | Anna Maria di Gonzaga-Nevers               |                                       |  |  |       |  |  |                    |  |  |               |  |

## Titoli e trattamento
- 28 luglio 1699 - 5 luglio 1778 Sua Altezza Amalia Giuseppina d'Este, Principessa di Modena.